# Nuno Bettencourt
Nuno Duarte Gil Mendes Bettencourt, född 20 september 1966 i Praia da Vitória, Portugal, är en portugisisk-amerikansk gitarrist som är medlem i det amerikanska hårdrockbandet Extreme. Han gav 1997 ut soloalbumet Schizophonic och har även spelat i grupperna Population 1, Mourning Widows och Satellite Party.
Bettencourt är född i Portugal, men flyttade med sin familj till Hudson, Massachusetts i USA som fyraåring.

## Diskografi

### Soloalbum
- 1997 – Schizophonic
- 2003 – Best of Nuno
- 2008 – Smart People (Original Soundtrack)

### Extreme
- 1989 – Extreme
- 1990 – Pornograffitti
- 1992 – III Sides to Every Story
- 1995 – Waiting for the punchline
- 2008 – Saudades de Rock
- 2010 – Take Us Alive

### Population 1/Dramagods
- 2002 – Population 1
- 2004 – Sessions from Room 4
- 2005 – Love

### Mourning Widows
- 1998 – Mourning Widows
- 2000 – Furnished Souls For Rent